# Эйрс, Джиллиан
Джи́ллиан Эйрс (англ. Gillian Ayres; 3 февраля 1930, Барнс, Большой Лондон — 11 апреля 2018
, Норт-Девон, Англия) — британская художница абстрактного направления второй половины XX-го — начала XXI века. Продолжавшаяся более 60 лет карьера Джиллиан Эйрс была отмечена трансформацией живописного метода; неизменными оставались повышенная экспрессивность исполнительской манеры и отказ от изобразительности, от прямого жизнеподобия.
Эйрс была членом Королевской академии художеств c 1991 года.
В 2011 году Джиллиан Эйрс произведена в командоры ордена Британской империи «за служение искусству».

## Биография
Джиллиан Эйрс родилась 3 февраля 1930 в пригородном районе Лондона Барнс в преуспевающей семье и была младшей из трёх сестёр. Родители Эйрс владели фабрикой, производящей кепки.
В возрасте шести лет родители определили девочку в начальную школу школа Ибсток (англ.) в лондонском районе Рохамптон. В этом заведении культивировались идеалистические принципы немецкого педагога Фридриха Фрёбеля (1782—1852), основателя первых детских садов. В 1941 Эйрс была направлена в младшую школу для девочек Сен-Пол (англ.), в районе Хаммерсмит; здесь к своему одиннадцатому дню рождения она наконец научилась читать.
Эйрс училась в Колледже искусств Кэмберуэлл, Лондон (англ.) (1946—1950). Система обучения искусству строилась здесь на ненавистном для Джиллиан принципе фигуративности.
Впоследствии художница сама многие годы преподавала искусство в различных учебных заведениях Англии:
- в Школе искусств и дизайна (англ.) города Бат, графство Сомерсет (1959—1966);
- в Школе искусств Святого Мартина, Лондон (англ.) (1966—1978);
- в Школе искусств (англ.) Уинчестера (англ.), графство Хэмпшир, (1978—1981). В Уинчестере она возглавила кафедру живописи[13].

В 1981 художница обосновалась в Севере Уэльса. А с середины 1980-х жила попеременно в Лондоне и в Северном Корнуолле (англ.).

## Творчество
С 1964 по 1976 художница работает в технике акрила, использует также порошкообразные пигменты для достижения особой внутренней глубины цвета.
В 1977 Эйрс переходит к масляной живописи, манипулируя с густой красочной массой, как с глиной: часто краска вдавливается в холст рукой, что усиливает эффект физического присутствия.
В поздних работах видна декоративность, даже упрощённость, отдающая детской наивностью.
При этом — безошибочное чувство ритма и точность как в выборе формата (с конца 1970-х Эйрс всё чаще выбирает квадратные, а также близкие к квадрату и даже круглые холсты), так и в выявлении ритмического модуля.

## Пожар 2004
В мае 2004 года на лондонских складах британской компании англ. Momart, специализирующейся на хранении и перевозке произведений искусства, случился пожар. Сгорели ценные работы художников YBA из коллекции Чарльза Саатчи (авторства братьев Чепмен, Трейси Эмин, Дэмиена Херста). Здесь же хранились 8 собственных картин Джиллиан Эйрс и 12 — принадлежавших её подруге, писателю и коллекционеру Ширли Конран (англ.); эти работы также погибли в огне.